# Ceraspis
Ceraspis är ett släkte av skalbaggar. Ceraspis ingår i familjen Melolonthidae.

## Dottertaxa tillCeraspis, i alfabetisk ordning[1]
- Ceraspis albipennis
- Ceraspis albovaria
- Ceraspis alvarengai
- Ceraspis amazonica
- Ceraspis amoena
- Ceraspis bicolor
- Ceraspis bivittata
- Ceraspis bivulnerata
- Ceraspis brittoni
- Ceraspis brunneipennis
- Ceraspis bufo
- Ceraspis burmeisteri
- Ceraspis castaneipennis
- Ceraspis centralis
- Ceraspis cinerea
- Ceraspis citrina
- Ceraspis clypealis
- Ceraspis colon
- Ceraspis conspersa
- Ceraspis convexicollis
- Ceraspis cornuta
- Ceraspis costulata
- Ceraspis decora
- Ceraspis diversa
- Ceraspis dorsata
- Ceraspis dorsopicta
- Ceraspis elegans
- Ceraspis elongata
- Ceraspis farinosa
- Ceraspis femorata
- Ceraspis flava
- Ceraspis fulva
- Ceraspis gibbicollis
- Ceraspis globicollis
- Ceraspis griseosquamosa
- Ceraspis guttata
- Ceraspis hispida
- Ceraspis imitatrix
- Ceraspis immaculata
- Ceraspis innotata
- Ceraspis insularis
- Ceraspis jaliscoensis
- Ceraspis klenei
- Ceraspis kuntzeni
- Ceraspis lepida
- Ceraspis leucosoma
- Ceraspis lineata
- Ceraspis linharensis
- Ceraspis lurida
- Ceraspis macrophylla
- Ceraspis martinezi
- Ceraspis melanoleuca
- Ceraspis mexicana
- Ceraspis mixta
- Ceraspis modesta
- Ceraspis moseri
- Ceraspis mustela
- Ceraspis mutica
- Ceraspis nitida
- Ceraspis nivea
- Ceraspis niveipennis
- Ceraspis oaxacaensis
- Ceraspis oblonga
- Ceraspis obscura
- Ceraspis ocellata
- Ceraspis ohausi
- Ceraspis opacipennis
- Ceraspis ornata
- Ceraspis pallida
- Ceraspis pauperata
- Ceraspis penai
- Ceraspis pereirae
- Ceraspis pilatei
- Ceraspis plaumanni
- Ceraspis pulchra
- Ceraspis quadrifoliata
- Ceraspis quadrimaculata
- Ceraspis quadripustulata
- Ceraspis rotundicollis
- Ceraspis rubiginosa
- Ceraspis ruehli
- Ceraspis ruficollis
- Ceraspis rufoscutellata
- Ceraspis setiventris
- Ceraspis signata
- Ceraspis sparsesetosa
- Ceraspis squamulata
- Ceraspis squamulifera
- Ceraspis striata
- Ceraspis subvittata
- Ceraspis sulcicollis
- Ceraspis tenuisquamosa
- Ceraspis tibialis
- Ceraspis unguicularis
- Ceraspis variegata
- Ceraspis ventralis
- Ceraspis vestita
- Ceraspis vittata
- Ceraspis vulpes
- Ceraspis zikani